# 祝家耀
祝家耀（1937年12月—），浙江杭州人，中共第十届中央委员。
1955年3月参军。1959年1月加入中国共产党。1959年5月至1966年12月为上海五七〇三厂工人。加入“工总司”。1973年11月至1977年6月为中华人民共和国公安部副部长、党的核心小组成员。1977年6月至1984年6月隔离审查。1984年6月开除党籍。1984年6月至1991年8月在上海五七〇三厂工作。1994年赴美国定居。